# Atlàntia
En la mitologia grega, Atlàntia era una de les esposes de Dànau. Era una hamadríada, i se la coneixia com a «la corredora».
Ningú no sap qui en van ser els pares, però fos qui fos el seu pare, era conegut de tothom que aquest la va rebutjar perquè volia un fill mascle. Per això, va ser abandonada en un bosc perquè es morís. Hi ha qui diu que els ossos la van criar i d'altres diuen que uns caçadors la van trobar i la van criar. Aquesta última interpretació explica per què era tan traçuda per a la caça.